# UFC Fight Night: Stout vs. Fisher
UFC Fight Night: Stout vs. Fisher también conocido como (UFC Fight Night 10) fue un evento de artes marciales mixtas celebrado por Ultimate Fighting Championship el 12 de junio de 2007 en el Seminole Hard Rock Hotel and Casino Hollywood, en Hollywood, Florida, Estados Unidos.

## Historia
El evento principal contó con la revancha de UFC 58 entre los pesos ligeros Sam Stout y Spencer Fisher, donde Stout ganó por decisión dividida. Fisher aceptó el combate en un plazo muy corto y se vio obligado a perder una cantidad considerable de peso con el fin de hacer el límite de peso ligero de 155 libras (70 kg).

## Resultados

### Tarjeta preliminar
- Peso ligero: Nate Mohr vs. Luke Caudillo

Mohr derrotó a Caudillo vía decisión unánime (30–27, 29–28, 29–28).
- Peso wélter: Anthony Johnson vs. Chad Reiner

Johnson derrotó a Reiner vía KO (golpes) en el 0:13 de la 1.ª ronda.
- Peso ligero: Gleison Tibau vs. Jeff Cox

Tibau derrotó a Cox vía sumisión (arm triangle choke) en el 1:52 de la 1.ª ronda.
- Peso wélter: Pete Spratt vs. Tamdan McCrory

McCrory derrotó a Spratt vía sumisión (triangle choke) en el 2:04 de la 2.ª ronda.
- Peso wélter: Luigi Fioravanti vs. Forrest Petz

Petz derrotó a Fioravanti vía decisión unánime (30–27, 29–28, 29–28).

### Tajeta principal
- Peso medio: Drew McFedries vs. Jordan Radev

McFedries derrotó a Radev vía KO (golpes) en el 0:33 de la 1.ª ronda.
- Peso wélter: Jon Fitch vs. Roan Carneiro

Fitch derrotó a Carneiro vía sumisión (rear naked choke) en el 1:07 de la 2.ª ronda.
- Peso ligero: Jason Black vs. Thiago Tavares

Tavares derrotó a Black vía sumisión (triangle choke) en el 2:49 de la 2.ª ronda.
- Peso ligero: Sam Stout vs. Spencer Fisher

Fisher derrotó a Stout vía decisión unánime (30–27, 30–27, 30–27).

## Premios extra
Cada peleador recibió un bono de $30,000.
- Pelea de la Noche: Sam Stout vs. Spencer Fisher
- KO de la Noche: Drew McFedries
- Sumisión de la Noche: Thiago Tavares